# Battery Park

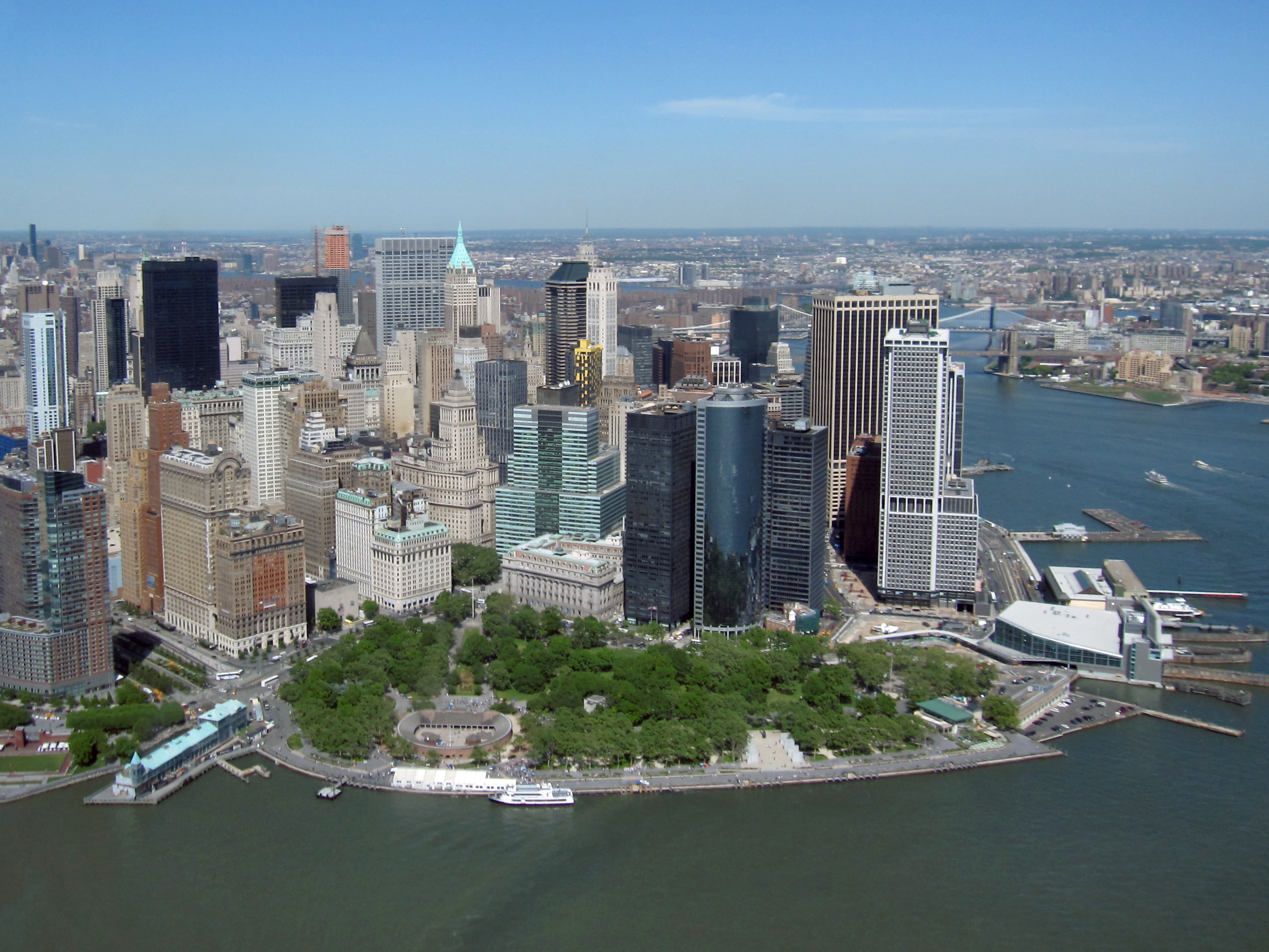
The Battery. Till vänster City Pier A, bredvid Castle Clinton, till höger South Ferry Terminal.

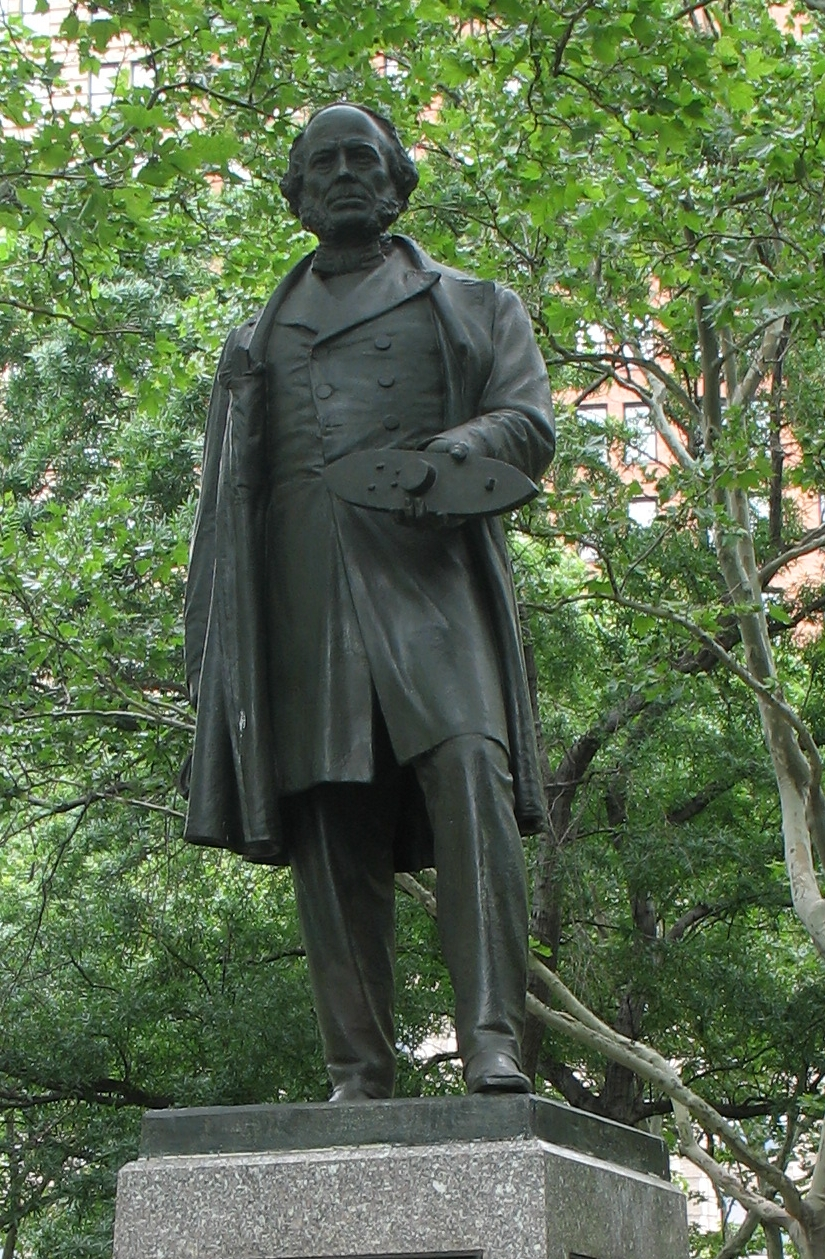
Staty av John Ericsson i the Battery.
I handen håller han en modell av USS Monitor.

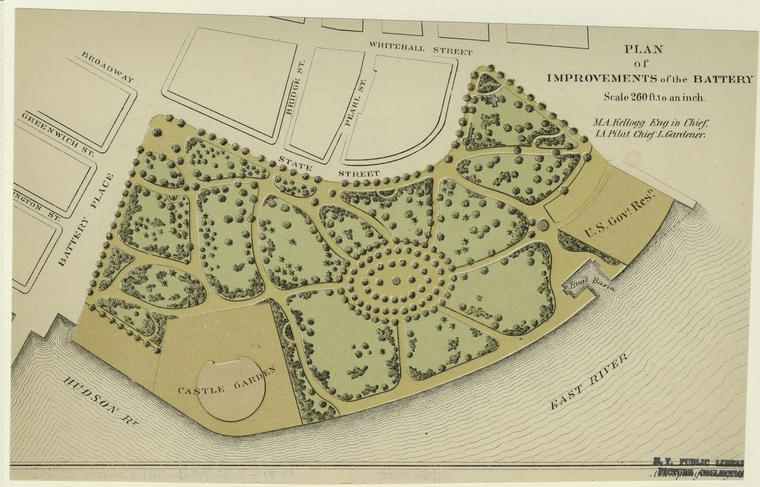
Karta över Battery Park från 1871.

The Battery, länge känt som Battery Park, är en park på nedre Manhattan i New York i USA. Härifrån går färjan till Frihetsgudinnan. Parken ligger i anslutning till Manhattans finansdistrikt.

## Parken
I parken finns en staty av den svenske uppfinnaren John Ericsson, som bland annat konstruerade krigsfartyget USS Monitor. Den nuvarande statyn skapat av konstnären Jonathan Scott Hartley avtäcktes 1 augusti 1903. En tidigare staty av samme konstnär avtäcktes i samma område redan den 26 april 1893. Ericsson var bosatt och hade kontor vid Beach Street i området Tribeca.
I The Battery finns sandstensfortet Castle Clinton, tidigare Castle Garden. I parken finns många monument till minne av soldater, uppfinnare, immigranter och utforskare, och 1995 planterades en lind av arten Tilia americana som en hyllning till sångerskan Jenny Lind som gjorde sin amerikadebut på platsen.
I samband med en restaurering av parken 2015 återgavs parken sitt ursprungliga namn (the) Battery.